# Puig Gallinàs
|  | Per a altres significats, vegeu «Pic Gallinàs». |

El Puig Gallinàs és una muntanya de 663 metres que es troba al municipi de Vilanova de Sau, a la comarca d'Osona.